# Isaac Sinkot
Isaac Sinkot est un joueur de football camerounais qui évoluait au poste de latéral gauche. Il est surnommé "Djasso" pour son jeu musclé.

## Biographie

### Carrière
Sinkot joue au Cameroun comme latéral gauche, en faveur de l'équipe Union Douala. 
Il représente également le Cameroun au niveau international, recevant (au moins) 7 sélections en équipe du Cameroun. 
Il participe aux Jeux olympiques d'été de 1984, disputant un match contre la Yougoslavie.
Il participe également avec l'équipe nationale du Cameroun à la Coupe d'Afrique des nations 1984, et remporte le 18 mars 1984 la première finale de la coupe d'Afrique des Nations de l'équipe du Cameroun.

### Vie après le football
Le 29 octobre 2016, il devient président intérimaire du club de 2e division du Dynamo Douala, au cours d’un congrès extraordinaire organisé dans la chefferie Bassa Bati Mpo'o de Ndog Bong. Il est remplacé à la présidence du club par Audrey Yetna en 2022.

## Palmarès
- Vainqueur de la Coupe d'Afrique des nations en 1984 avec l'équipe du Cameroun